# Epping Ongar Railway
Epping Ongar Railway (skr. EOR) – zabytkowa linia kolejowa w południowo-zachodnim Essex w Anglii, prowadzona przez zespół wolontariuszy zatrudniających pracowników. Trasa stanowi ostatni odcinek odgałęzienia linii Great Eastern Railway, później linii Central London Underground, z Loughton przez Epping do Ongar, ze stacjami pośrednimi w North Weald i Blake Hall. Linia została zamknięta przez londyńskie metro w 1994 i sprzedana w 1998. Została ponownie otwarta w latach 2004–2007 jako linia historyczna (muzealna). Zmiana właściciela w 2007 doprowadziła do czasowego zamknięcia linii w celu przywrócenia przewozów składami prowadzonymi parowozami. Trasa została ponownie otwarta 25 maja 2012.

## Historia
W 1856 Eastern Counties Railway (ECR), która później stała się częścią Great Eastern Railway (GER), otworzyła dwutorową linię pomiędzy Stratford i Loughton. W 1865 dodano jednotorowe przedłużenie między Loughton i Ongar. Wysoka frekwencja doprowadziła do budowy drugiego toru między Loughton i Epping. W tym czasie codziennie kursowało pięćdziesiąt pociągów pomiędzy Londynem a Loughton, kolejne 22 do Epping i 14 do Ongar. Podczas II wojny światowej między Ongar a Londynem została zmniejszona dzienna liczba pociągów do siedmiu.
W 1946 elektryfikacja linii Central dotarła do Leytonstone, w 1947 do Woodford, a w 1948 do Loughton. Wahadłowy pociąg parowy nadal kursował z Loughton do Ongar. W 1949 uruchomiono mijankę w North Weald, aby umożliwić kursowanie większej liczby pociągów. Po nacjonalizacji kolei w 1948 część linii przeszła pod zarząd London Transport Executive (LTE), który był spadkobiercą dawnych właścicieli linii z Leyton do Loughton. Powstały wówczas wątpliwości co do eksploatacji trasy pomiędzy Loughton i Ongar. Rząd początkowo sprzeciwiał się elektryfikacji, jednak pojawienie się nowych terenów mieszkaniowych w okolicy umożliwiło elektryfikację torowiska prowadzącego do Epping, co stało się w 1949. LTE przejęło również kontrolę nad odcinkiem do Ongar i wynajęło parowóz do ruchu wahadłowego. W latach 50. XX wieku zdecydowano się na elektryfikację linii. W 1957 zmodernizowano sygnalizację, czyniąc linię bardziej przepustową. Przewozy towarowe nadal prowadzono trakcja parową. Ze względu na niewielką liczbę pasażerów stacja Blake Hall była zamykana w niedziele, a od 17 października 1966 wprowadzono ograniczony rozkład jazdy w dni powszednie. Ciągły spadek liczby pasażerów doprowadził do likwidacji mijanki i sygnalizatora w North Weald w 1976 oraz ostatecznego zamknięcia stacji Blake Hall 31 października 1981. 30 września 1994 London Transport zamknął odcinek przynoszący straty z Epping do Ongar.
Po 1994 prywatne przedsiębiorstwo Pilot Developments zakupiło odcinek z Epping do Ongar. Mimo wstępnych zapewnień, że w ciągu pięciu lat od zakupu przywrócone zostaną przewozy pasażerskie, nie doszło do takiego rozwiązania. Około 2000 powstało Towarzystwo Wolontariatu Kolejowego Epping Ongar (EORVS). Początkowo składało się ono z małej grupy entuzjastów, którzy poświęcali swój czas na naprawę i konserwację oraz odnawianie zaniedbanych budynków i torów. Współpracując z właścicielami, grupa ta stopniowo przywracała linię i budynek stacji w Ongar, tak aby pociągi mogły ponownie kursować i obsługiwać pasażerów do North Weald. 10 października 2004, prawie dziesięć lat do zamknięcia linii, pierwszy pociąg EORVS opuścił Ongar o godzinie 11:00. EORVS obsługiwał pięć pociągów turystycznych w każdą niedzielę do grudnia 2007.
Zmiana właściciela nastąpiła pod koniec 2007. Podjęto wówczas decyzję o zaprzestaniu eksploatacji pociągów i skoncentrowaniu się na poprawie infrastruktury zarówno w celu ponownego uruchomienia pociągów z lokomotywami, jak i zabezpieczenia długoterminowej przyszłości linii. W Ongar odnowiono i zrewitalizowano torowisko na całej stacji, zarówno w celu uzyskania odpowiedniej wysokości peronów, jak i przywrócenia pierwotnego układu torowisk. Ongar jako jedyna stacja na linii zachowała oryginalną zabudowę. Wewnątrz pierwotnego dworca z 1865 przywrócono pomieszczenia do pierwotnego układu, w tym usunięto nowsze ściany działowe i otworzono oryginalne drzwi oraz kominki. Otwarto tu kawiarnię. Na stacji w North Weald przywrócono malaturę i zrewitalizowano torowiska oraz sygnalizację z 1888. Wewnątrz dworca odrestaurowano pomieszczenia, usunięto automat biletowy z lat 80. XX wieku, aby przywrócić poczekalnię do pierwotnego układu, a także gruntownie odnowiono poczekalnię damską, toalety i kasę biletową. Stacja została całkowicie przeprojektowana i wyposażona w oświetlenie w stylu z epoki. Zainstalowano podjazdy dla niepełnosprawnych na perony. Ruch turystyczny uruchomiono ponownie w 2012. 

## Przebieg trasy i turystyka
Linia kolejowa przebiega przez jedne z najpiękniejszych krajobrazów Essex, pokonując po drodze strome podjazdy. Trasa jest połączona ze stacją londyńskiego metra w Epping kursami zabytkowych autobusów. Warsztaty kolei znajdują się na stacji w North Weald. W pobliżu przebiega ścieżka spacerowa Essex Way, która ma długość 82 mil pomiędzy Harwich i Epping. Na swojej trasie przechodzi przez lasy, pola i zabytkowe wsie. Wszystkie odległości na londyńskiej linii centralnej są nadal mierzone od Ongar. 